# Lindrick with Studley Royal and Fountains
Lindrick with Studley Royal and Fountains – civil parish w Anglii, w North Yorkshire, w dystrykcie (unitary authority) North Yorkshire. W 2001 civil parish liczyła 58 mieszkańców.